# Daniele Baselli
Daniele Baselli (Manerbio, provincia de Brescia, 12 de marzo de 1992) es un futbolista italiano. Juega de centrocampista y y su equipo es el Calcio Padova de la Serie B de Italia.

## Trayectoria
Nacido en Manerbio, Baselli se unió a la cantera del Atalanta B. C. en el año 2000, a los 8 años de edad. En verano de 2010 fue ascendido al equipo primavera, apareciendo en 22 partidos durante la temporada y marcando cinco goles. El 13 de julio de 2011 fue al club A. S. Cittadella de la Serie B en contrato de copropiedad. Hizo su debut con este club un mes más tarde, a partir de una derrota 1-2 contra la ACF Fiorentina, por la Copa Italia de la temporada.
Baselli hizo su debut en la Serie B el 27 de agosto, en la victoria por 2-1 sobre el AlbinoLeffe, y terminó la temporada con 13 partidos (diez aperturas, 827 minutos de acción). Marcó su primer gol como profesional el 18 de mayo de 2013, en una victoria en casa ante Ascoli. El 20 de junio de 2013 Baselli volvió al Atalanta B. C., después de que el equipo de Bérgamo compró la otra mitad de los derechos del jugador por € 800 000 con la A. S. Cittadella ofreciendo € 50 000 menos.
Firmó un contrato de cuatro años e hizo su debut para el club el 18 de agosto, jugando los últimos 17 minutos, y ayudando a Giuseppe de Luca en el último gol de la victoria por 3-0 en casa ante el Bari. El 1 de septiembre hizo su debut en la Serie A, al entrar como sustituto en el segundo tiempo en una victoria por 2-0 en casa ante el Torino F. C.; jugó por primera vez como titular en la principal categoría del fútbol italiano trece días después, en una derrota 0-2 contra el S. S. C. Napoli.

## Selección nacional
Ha sido internacional con la selección de fútbol de Italia en una ocasión. Debutó el 4 de junio de 2018 en un encuentro amistoso ante la selección de los Países Bajos que finalizó con marcador de 1-1.

### Participaciones en Eurocopas
| Eurocopa                | Sede            | Resultado    |
| ----------------------- | --------------- | ------------ |
| Eurocopa Sub-21 de 2015 | República Checa | Primera fase |

## Clubes
| Club             | País   | Año       |
| ---------------- | ------ | --------- |
| A. S. Cittadella | Italia | 2011-2013 |
| Atalanta B. C.   | Italia | 2013-2015 |
| Torino F. C.     | Italia | 2015-2022 |
| Cagliari Calcio  | Italia | 2022      |
| Como 1907        | Italia | 2022-2025 |
| Calcio Padova    | Italia | 2025-     |